# Zimowy Olimpijski Festiwal Młodzieży Europy 2015
XII Zimowy Olimpijski Festiwal Młodzieży Europy 2015 – dwunasta edycja zimowego olimpijskiego festiwalu młodzieży Europy, odbywająca się w dniach 25–30 stycznia 2015 r. w Austriackim Vorarlbergu oraz Liechtensteinie. Główną bazą XII EYOF był stadion Montafon Nordic Sportszentrum, niedaleko austriackiej miejscowości Bludenz.

## Konkurencje
- biathlon (wyniki)
- biegi narciarskie (wyniki)
- kombinacja norweska (wyniki)
- narciarstwo alpejskie (wyniki)
- łyżwiarstwo figurowe (wyniki)
- snowboarding (wyniki)
- skoki narciarskie (wyniki)
- hokej na lodzie (wyniki)

## Klasyfikacja medalowa
| L.p. | Państwo    |   |   |    | Razem |
| ---- | ---------- | - | - | -- | ----- |
| 1.   | Rosja      | 6 | 6 | 4  | 16    |
| 2.   | Niemcy     | 6 | 4 | 10 | 20    |
| 3.   | Austria    | 5 | 5 | 3  | 13    |
| 4.   | Norwegia   | 4 | 4 | 3  | 11    |
| 5.   | Francja    | 4 | 2 | 5  | 11    |
| 6.   | Finlandia  | 1 | 2 | 1  | 4     |
| 7.   | Szwecja    | 1 | 1 | 0  | 2     |
| 7.   | Słowenia   | 1 | 1 | 0  | 2     |
| 9.   | Chorwacja  | 1 | 0 | 0  | 1     |
| 9.   | Ukraina    | 1 | 0 | 0  | 1     |
| 11.  | Bułgaria   | 0 | 2 | 0  | 2     |
| 12.  | Czechy     | 0 | 1 | 1  | 2     |
| 13.  | Łotwa      | 0 | 1 | 0  | 1     |
| 13.  | Włochy     | 0 | 1 | 0  | 1     |
| 15.  | Szwajcaria | 0 | 0 | 3  | 3     |
| 16.  | Belgia     | 0 | 0 | 1  | 1     |
| 16.  | Polska     | 0 | 0 | 1  | 1     |